# Селіванов Тимофій Олексійович
Тимофі́й Олексі́йович Селіва́нов (1906, місто Москва, тепер Російська Федерація — ?, місто Москва, Російська Федерація) — радянський діяч, 1-й заступник голови Московського міськвиконкому. Депутат Верховної ради СРСР  2-го скликання (в 1947—1950 роках).

## Біографія
Народився в родині залізничника. У дитячі роки залишився без батьків, виховувався в дитячому будинку.
У 1925—1929 роках — студент Московського промислово-економічного інституту.
Член ВКП(б) з 1929 року.
Працював на партійній та господарській роботі в промислових організаціях міста Москви.
На 1935 рік — секретар партійного комітету шахти № 86—87 на будівництві Московського метрополітену. Потім працював у плановому відділі «Метробуду» в Москві.
13 вересня 1938 — 27 січня 1941 року — голова Московської міської планової комісії.
7 січня 1941 — 10 січня 1947 року — заступник голови виконавчого комітету Московської міської ради депутатів трудящих.
Одночасно, 21 березня 1941 — 7 грудня 1944 року — завідувач відділу місцевої промисловості та промкооперації виконавчого комітету Московської міської ради депутатів трудящих. З 21 жовтня 1944 по 23 лютого 1945 року — голова Комісії для затвердження зразків товарів широкого вжитку при виконавчому комітеті Московської міської ради депутатів трудящих. 7 грудня 1944 — 10 січня 1947 року — голова Московської міської планової комісії.
10 січня 1947 — 26 січня 1948 року — 1-й заступник голови виконавчого комітету Московської міської ради депутатів трудящих.
26 січня 1948 — 6 липня 1950 року — заступник голови виконавчого комітету Московської міської ради депутатів трудящих.
6 липня 1950 — 7 березня 1955 року — завідувач відділу нежитлових приміщень виконавчого комітету Московської міської ради депутатів трудящих.
7 березня 1955 — 9 жовтня 1970 року — голова Московської міської планової комісії.
Одночасно, 15 жовтня 1963 — 9 жовтня 1970 року — заступник голови виконавчого комітету Московської міської ради депутатів трудящих.

## Нагороди
- два ордени Леніна (15.05.1945, 6.09.1947)
- орден Трудового Червоного Прапора (11.05.1944)
- орден «Знак Пошани» (13.07.1940)
- медаль «За оборону Москви»
- медаль «За доблесну працю у Великій Вітчизняній війні 1941—1945 рр.»
- медалі